# Carlia dogare
Carlia dogare är en ödleart som beskrevs av  Jeanette Adelaide Covacevich och INGRAM 1975. Carlia dogare ingår i släktet Carlia och familjen skinkar. IUCN kategoriserar arten globalt som livskraftig. Inga underarter finns listade.